# Ranunculus radinotrichus
Ranunculus radinotrichus är en ranunkelväxtart som beskrevs av Werner Rodolfo Greuter och Arne Strid 1981. Ranunculus radinotrichus ingår i släktet ranunkler, och familjen ranunkelväxter. Inga underarter finns listade i Catalogue of Life.